# Bertolt Flick
Bertolt Martin Flick (* 1964 in Deutschland) ist ein deutscher Unternehmer.

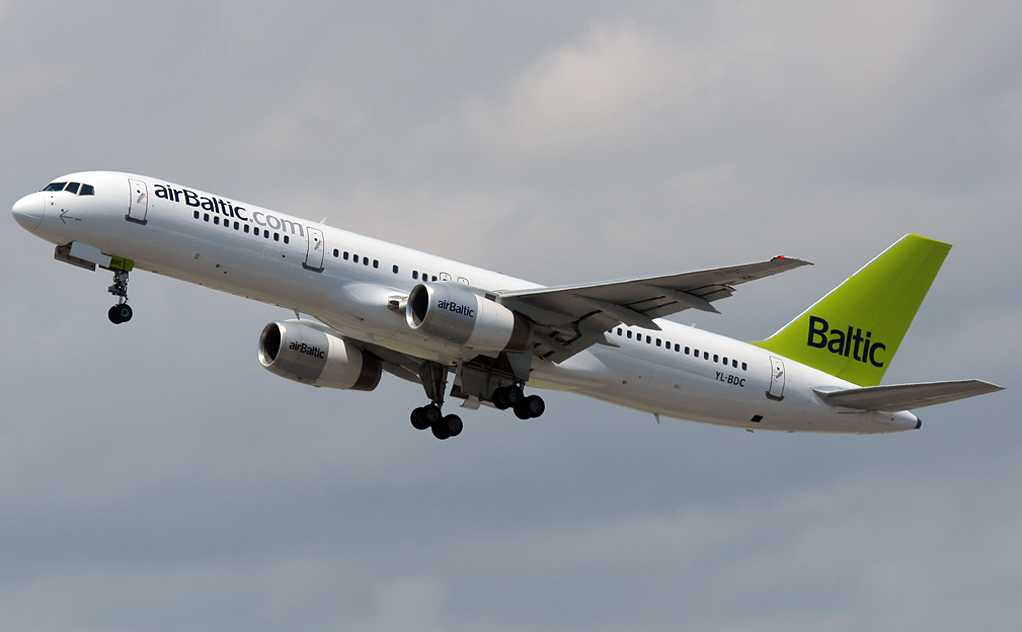
Boeing 757 der Air Baltic

Flick hat einen Abschluss in Jura an der Universität Heidelberg. 1995 wurde er Mitglied im Aufsichtsrat der lettischen Fluglinie Air Baltic, und 1999 Vorstandsvorsitzender. Von 2002 bis 2011 war er Präsident und alleiniger Geschäftsführer (CEO) des Unternehmens. Am 30. Januar 2009 kaufte Flicks Unternehmen Baltic Aviation Systems 47,2 %  der airBaltic-Anteile von der Scandinavian Airlines. Die erfolgreiche Umstrukturierung und Ausweitung der Fluggesellschaft wurde durch die Verleihung des Titels Fluggesellschaft des Jahres 2009/10 (Von der European Regions Airline Association (ERA)), und den Phoenix Award 2010 (Air Transport World Magazin) gewürdigt. 2011 geriet Air Baltic in finanzielle Schwierigkeiten. Am 21. September 2011 musste Air Baltic Gläubigerschutz beantragen. Am 4. Oktober 2011 musste Flick nach einem langwierigen Streit mit dem zweiten Eigentümer des Unternehmens, dem lettischen Staat, zurücktreten.
Am 21. Februar 2012 wurde Flick Geschäftsführer der Charterfluglinie XL Airways Germany bis zu deren Insolvenz im Februar 2013.